# Sarıcalı (Tərtər)
Sarıcalı è un comune dell'Azerbaigian situato nel distretto di Tərtər.